# System oznaczeń samolotów Cesarskiej Armii Japońskiej
System oznaczeń samolotów Cesarskiej Armii Japońskiej – system oznaczeń samolotów używanych przez Siły Powietrzne Cesarskiej Armii Japońskiej (大日本帝國陸軍航空隊、大日本帝國陸軍航空部隊 Dainippon Teikoku Rikugun Kōkūtai, Dainippon Teikoku Rikugun Kōkūbutai).

## Do 1921
Do 1921 samoloty używane przez Cesarską Armię Japońską nie otrzymywały żadnych oznaczeń od Armii, do ich określenia używano wyłącznie nazwy nadanej im przez producenta. Nazwy samolotów były zapisywane fonetycznie, na przykład samoloty Maurice'a Farmana znane były jako Mo Shiki, a samoloty Sopwith znane były jako So Shiki. Słowo shiki (式) oznaczało "typ" lub "wzór".

## 1921 - 1927
W grudniu 1927 wprowadzono system w którym producent samolotu identyfikowany był przez nadany mu znak kanji (według porządku jikkan) np::
- 甲 - Ko - 	Nieuport
- 乙 - Otsu - Salmson
- 丙 - Hei - SPAD
- 丁 - Tei - Farman
- 戊 - Bo - Caudron
- 己 - Ki - Hanriot

Importowane lub produkowane w Japonii samoloty oznaczane były charakterem kanji z powyższego klucza, opisem typu maszyny i numerem kolejnym danego typu maszyny, np:
- Myśliwiec armii typ Hei 1 (SPAD S.XIII)
- Ciężki bombowiec armii typ Tei 1 (Farman F.50)
- Ciężki bombowiec armii typ Tei 2 (Farman F.60)
- Samolot szkoleniowy armii Ko 1 (licencyjnie budowany Nieuport 81)

## 1927 - 1945

### Oznaczenia Ki
Począwszy od 1932 wszystkie nowe samoloty zamawiane przez Armię otrzymały oznaczenie „Ki” z unikalnym numerem kolejnym, samoloty będące już w służbie zostały w taki sam sposób oznaczone retrospektywnie. Numery Ki były przyznawane nowym konstrukcjom w porządku numerycznym aż do 1944 kiedy zdecydowano przyznawać losowo wybrane numery w celach dezinformacyjnych.
Nowe projekty i prototypy otrzymywały tylko oznaczenie składające się z symbolu „Ki” i liczby, poszczególne modele produkcyjne oznaczane były rzymskimi cyframi, niewielkie zmiany, wersje, w ramach jednego modelu oznaczane były japońskim znakiem pokazującym numer kolejny zmiany (oraz czasami symbolem „Kai”, od kazizo - „zmiana”), w alfabecie łacińskim zazwyczaj do tego używane są małe litery, na przykład:
- Ki-61 - oznaczenie projektu i prototypów
- Ki-61-Ia - pierwsza wersja produkcyjna pierwszego modelu
- Ki-61-Ib - druga wersja produkcyjna pierwszego modelu
- Ki-61-I KAI-c - trzecia wersja produkcyjna pierwszego modelu
- Ki-61-I KAI-d - czwarta wersja produkcyjna pierwszego modelu
- Ki-61-II - prototyp drugiego modelu
- Ki-61-II KAI - zmodyfikowany prototyp drugiego modelu
- Ki-61-II KAI-a - pierwsza wersja produkcyjna drugiego modelu
- Ki-61-II KAI-b - druga wersja produkcyjna drugiego modelu
- Ki-61-III - planowany trzeci model

Szybowce Armii początkowo także otrzymały numery Ki, np. Fukuda Ki-23, ale w późniejszym czasie były oznaczane jako „Ku” (guraida - szybowiec), np. Kokusai Ku-7.

### Długie oznaczenie
Począwszy od 1927 wszystkie będące w służbie samoloty Armii otrzymały długie oznaczenie łączące rok ich wejścia do służby („wzór”) i krótki opis samolotu. Numer wzoru bazował na roku, według kalendarza japońskiego, w którym dany model wszedł do służby. Do roku 2599 (1939 w kalendarzu juliańskim) używano dwóch ostatnich cyfr, samoloty przyjęte w roku 2600 (1940) oznaczane były jako „wzór 100”, a samoloty przyjęte do służby począwszy od 2601 (1941) otrzymywały tylko ostatnią, pojedynczą cyfrę roku.
Na przykład, niektóre samoloty przyjęte do służby w 2597 (1937) nosiły następujące nazwy:
- Myśliwiec armii wz. 97 (Nakajima Ki-27)
- Lekki bombowiec armii wz. 97 (Mitsubishi Ki-30)
- Ciężki bombowiec armii wz. 97 (Mitsubishi Ki-21)
- Samolot zwiadowczy dowództwa armii wz. 97 (Mitsubishi Ki-15)

Modele i wersje produkcyjne były oznaczane podobnie jak w przypadku numeracji Ki przy użyciu cyfr rzymskich do oznaczenia modeli i liter do oznaczenia wersji produkcyjnych, na przykład:
- Ki-61 - projekty i prototypy nie otrzymywały długiej nazwy
- Ki-61-Ia - Myśliwiec armii wz. 3, model 1A (samolot został przyjęty do produkcji masowej w japońskim roku 2603)
- Ki-61-Ib - Myśliwiec armii wz. 3, model 1B
- Ki-61-I KAI-c - Myśliwiec armii wz. 3, model 1C
- Ki-61-I KAI-d - Myśliwiec armii wz. 3, model 1D
- Ki-61-II - prototyp drugiego modelu, brak długiej nazwy
- Ki-61-II KAI - zmodyfikowany prototyp drugiego modelu, brak długiej nazwy
- Ki-61-II KAI-a - Myśliwiec armii wz. 3, model 2A
- Ki-61-II KAI-b - Myśliwiec armii wz. 3, model 2B
- Ki-61-III - planowany trzeci model, brak długiej nazwy

### Nazwy własne
Po rozpoczęciu wojny uznano, że długie nazwy i numery Ki używane w komunikatach wojennych dawały zbyt dużo informacji przeciwnikowi, a zarazem zbyt skomplikowane do zrozumienia dla japońskiej ludności. Główne modele samolotów Armii otrzymały wówczas atrakcyjne nazwy własne w celu budowania entuzjazmu i morale wśród ludności cywilnej. W odróżnieniu od systemu Marynarki, nazwy własne samolotów Armii były przyznawane bez żadnego klucza.